# Raggadu
Raggadu (ou Rahgandu) est une petite île inhabitée des Maldives. Il s'agit d'un banc de sable désormais.

## Géographie
Raggadu est située dans le centre des Maldives, au Sud-Ouest de l'atoll Felidhu, dans la subdivision de Vaavu. 